# Gildoria striata
Gildoria striata är en stekelart som beskrevs av Van Achterberg 2003. Gildoria striata ingår i släktet Gildoria och familjen bracksteklar. Inga underarter finns listade i Catalogue of Life.